# Primeira Liga de 1936–37
A Primeira Liga de 1936–37 foi a 3ª edição da liga de futebol de maior escalão de Portugal. Realizou-se entre 10 de janeiro e 2 de maio de 1937. O Benfica foi o campeão, sendo o 2º título do clube nesta competição e o bicampeonato.
Nesta época, marcada pelo domínio das equipas de Lisboa, à entrada da última jornada o Belenenses estava a apenas 1 ponto do líder o Benfica, que jogava no terreno Porto, o que alimentava as esperanças da equipa do Restelo. No entanto o Benfica viria a vencer por 6-0 e a tornar-se no primeiro clube bicampeão de Portugal.
A Académica de Coimbra pela primeira vez não seria a última classificada, terminando no 5º lugar.

## Formato
Esta edição da Primeira Liga foi disputada num sistema de todos contra todos a duas voltas, participando nela 8 equipas.
Qualificaram-se para esta edição os melhores classificados dos 4 Campeonatos Regionais mais competitivos: 4 equipas da AF Lisboa, 2 da AF Porto, 1 da AF Coimbra e 1 da AF Setúbal. A edição seguinte da competição seguiu o mesmo método para a qualificação, não havendo por isso despromoções.
Os jogos foram disputados apenas na segunda metade da época, após os Campeonatos Regionais terminarem.

## Participantes
| Equipa               | Cidade     | Associação | 35/36 | Prtc |
| -------------------- | ---------- | ---------- | ----- | ---- |
| Académica de Coimbra | Coimbra    | AF Coimbra | 8º    | 3    |
| Belenenses           | Lisboa     | AF Lisboa  | 4º    | 3    |
| Benfica              | Lisboa     | AF Lisboa  | 1º    | 3    |
| Carcavelinhos        | Lisboa     | AF Lisboa  | 7º    | 2    |
| Leixões              | Matosinhos | AF Porto   | —     | 1    |
| Porto                | Porto      | AF Porto   | 2º    | 3    |
| Sporting             | Lisboa     | AF Lisboa  | 3º    | 3    |
| Vitória de Setúbal   | Setúbal    | AF Setúbal | 5º    | 3    |

## Tabela classificativa
| Pos | Equipa               | Pts | J  | V  | E | D  | GM | GS | DG  |
| --- | -------------------- | --- | -- | -- | - | -- | -- | -- | --- |
| 1   | Benfica (C)          | 24  | 14 | 12 | 0 | 2  | 57 | 13 | +44 |
| 2   | Belenenses           | 23  | 14 | 11 | 1 | 2  | 46 | 17 | +29 |
| 3   | Sporting             | 20  | 14 | 9  | 2 | 3  | 54 | 25 | +29 |
| 4   | Porto (X)            | 14  | 14 | 6  | 2 | 6  | 31 | 31 | 0   |
| 5   | Académica de Coimbra | 11  | 14 | 5  | 1 | 8  | 24 | 30 | −6  |
| 6   | Carcavelinhos        | 9   | 14 | 4  | 1 | 9  | 16 | 35 | −19 |
| 7   | Vitória de Setúbal   | 7   | 14 | 3  | 1 | 10 | 18 | 45 | −27 |
| 8   | Leixões              | 4   | 14 | 2  | 0 | 12 | 19 | 69 | −50 |

## Resultados
| Mandante \ Visitante | BEN | BEL | SPO | POR | ACC | CAR | VTS | LEI  |
| -------------------- | --- | --- | --- | --- | --- | --- | --- | ---- |
| Benfica              | —   | 2–0 | 5–1 | 6–0 | 2–1 | 5–1 | 8–1 | 10–2 |
| Belenenses           | 1–0 | —   | 1–1 | 3–0 | 2–3 | 3–0 | 5–0 | 9–0  |
| Sporting             | 1–4 | 2–3 | —   | 9–1 | 7–2 | 8–0 | 5–1 | 4–0  |
| Porto                | 2–1 | 1–2 | 2–2 | —   | 2–0 | 4–2 | 7–0 | 6–1  |
| Académica de Coimbra | 1–3 | 3–5 | 1–2 | 2–1 | —   | 1–2 | 2–0 | 4–2  |
| Carcavelinhos        | 1–3 | 1–2 | 1–2 | 0–0 | 1–0 | —   | 1–0 | 4–0  |
| Vitória de Setúbal   | 1–2 | 1–5 | 2–3 | 3–0 | 1–1 | 3–1 | —   | 4–0  |
| Leixões              | 0–6 | 3–5 | 2–7 | 0–5 | 0–3 | 4–1 | 5–1 | —    |

## Classificação por Jornada
| Equipa/ Jornada      | 1 | 2 | 3 | 4 | 5 | 6 | 7 | 8 | 9 | 10 | 11 | 12 | 13 | 14 |
| -------------------- | - | - | - | - | - | - | - | - | - | -- | -- | -- | -- | -- |
| SL Benfica           | 3 | 1 | 1 | 1 | 1 | 1 | 1 | 1 | 1 | 1  | 1  | 1  | 1  | 1  |
| Belenenses           | 2 | 4 | 5 | 3 | 2 | 4 | 3 | 3 | 2 | 2  | 2  | 2  | 2  | 2  |
| Sporting CP          | 1 | 3 | 3 | 5 | 3 | 2 | 2 | 2 | 3 | 3  | 3  | 3  | 3  | 3  |
| Porto                | 5 | 2 | 2 | 4 | 5 | 5 | 4 | 4 | 4 | 4  | 4  | 4  | 4  | 4  |
| Académica de Coimbra | 8 | 5 | 4 | 2 | 4 | 3 | 5 | 5 | 5 | 5  | 5  | 5  | 5  | 5  |
| Carcavelinhos        | 4 | 6 | 7 | 8 | 8 | 8 | 7 | 7 | 8 | 6  | 7  | 6  | 6  | 6  |
| Vitória de Setúbal   | 6 | 8 | 6 | 7 | 7 | 7 | 8 | 8 | 6 | 7  | 6  | 7  | 7  | 7  |
| Leixões              | 7 | 7 | 8 | 6 | 6 | 6 | 6 | 6 | 7 | 8  | 8  | 8  | 8  | 8  |

## Melhores Marcadores
| Pos | Jogador             | Clube              | G  |
| --- | ------------------- | ------------------ | -- |
| 1   | Manuel Soeiro       | Sporting           | 23 |
| 2   | Rogério de Sousa    | Benfica            | 19 |
| 3   | Espírito Santo      | Benfica            | 17 |
| 4   | Pinga               | Porto              | 13 |
| 5   | José Luís           | Belenenses         | 10 |
| 5   | Alfredo Valadas     | Benfica            | 10 |
| 7   | Pedro Pireza        | Sporting           | 9  |
| 8   | Rafael Correia      | Belenenses         | 8  |
| 8   | Perfeito Rodrigues  | Sporting           | 8  |
| 10  | Mário               | Leixões            | 7  |
| 10  | Jaime Viegas        | Belenenses         | 7  |
| 10  | Francisco Rodrigues | Vitória de Setúbal | 7  |
| 10  | Adolfo Mourão       | Vitória de Setúbal | 7  |

## Campeão
| Campeonato da Primeira Liga de 1936–37 |
| -------------------------------------- |
| Benfica 2º Título                      |